# 쿨헌팅
쿨헌터(coolhunter)란 쉽게 말해 기업이 고용한 소비자로, 자신의 소비 정보와 시장 정보를 기업에 정기적으로 제공하는 일을 한다. 이러한 ‘쿨헌터’는 기업의 시장조사 능력을 높여 기업으로 하여금, 기업체 내의 인력만으로는 알 수 없는, 혹은 알기 어려운 소비자와 상품 시장에 대한 정보를 알 수 있게 한다.
쿨헌터는 주로 조사 대상 제품에 대한 주된 소비자이면서도 유행에 민감하기 때문에 그들은 자신의 구매 정보를 기업에 제공하는 것만으로도 기업에서는 소비자 기호의 변화를 쉽게 알아차릴 수 있는 것이다. 이를 통해 기업은 소비자가 원하는 상품을 빠르게 생산해 이윤을 늘릴 수 있으며, 소비자 또한 유행에 맞는 상품을 손쉽게 구할 수 있게 된다.
쿨헌터는 주로 가격이 비싸지 않으면서도, 엄청난 속도로 변화하는 유행을 빠르게 반영한 옷을 만드는 패스트 패션(fast fashion) 관련 기업에 고용되어 시장 조사 역할을 수행해 내고 있다.

## 같이 보기
- 소비주의
- 인플루언서 마케팅
- 대중문화
- 맬컴 글래드웰